# لی ون (بازیکن فوتبال)
لی ون (انگلیسی: Li Wen؛ زادهٔ ۲۱ فوریهٔ ۱۹۸۹) بازیکن فوتبال اهل چین است.

وی همچنین در تیم ملی فوتبال زنان چین بازی کرده‌است.